# Rogelio Pizzi
Rogelio Pizzi (Córdoba, 1956) es un poeta argentino. 
Obtuvo el título de profesor de Matemática en la Universidad Católica de Salta, en Buenos Aires.
Entre sus obras están Poema Previo de 1997 (Editorial Vinciguerra) y las plaquetas Del pétalo diverso y Breve idolatría junto con Leandro Calle. Participó del grupo literario «El sello, el cráneo y la sed». Participó en el Festival Latinoamericano de Poesía de Rosario.
Recibió distintas distinciones entre las que se destacan las menciones al Premio de Literatura de Córdoba, en 1999 y del Primer Concurso Iberoamericano de Poesía "Neruda 2000", Temuco (Chile), con un jurado presidido por el profesor y poeta Gonzalo Rojas. 
En 2008 la Editorial de la Universidad Católica de Córdoba, Argentina, publicó Muro y Vestigio.
- Datos: Q5948832